# Yabakei
Yabakei (耶馬溪町, Yabakei-machi?) foi uma cidade no distrito de Shimoge, Oita, no Japão. Em 1 de março de 2005, Yabakei, juntou-se com as cidades de Yamakuni e Hon'yabakei, e a vila de Sankō, se juntou para a cidade de Nakatsu.
Em área de florestas "suculentas" e montanhas, Yabakei é conhecida pelas belas folhas de árvores no outono. Ela também é sede do Aonodōmon, um túnel lendário que pode ter sido cavado através da rocha sólida por um simples homem em 30 anos, e Rakanji, um famoso templo em montanha.
Em 2003, a cidade tinha, aproximadamente, uma população estimada de 5.215 habitantes e a densidade demográfica de 28,39 pessoas por km². A área total era de 185,70 km².